# 오사까 후꾸시마조선초급학교
오사까 후꾸시마조선초급학교(일본어: 大阪福島朝鮮初級学校 오사카 후쿠시마 조선 초급학교[*])는 일본 오사카시에 위치한 조선학교이다.

## 참고 자료
- 大阪民族教育60年誌編集委員会 (2005). 《大阪民族教育60年誌》. 大阪朝鮮学園. 다음 글자 무시됨: ‘和書

’ (도움말)